# Bernard de Meung
Bernard de Meung est un chanoine français du XIIe siècle. Il contribue au développement de l'ars dictaminis (la rhétorique) en France. 
Il est l'auteur de la Summa dictaminis (l'Encyclopédie épistolaire), vers 1190.